# بارتلمه د لاس کاساس
بارتلمه د لاس کاساس(به اسپانیایی: Bartolomé de las Casas) (زادهٔ نوامبر ۱۴۸۴- مرگ ۱۸ ژوئیه ۱۵۶۶) کشیش، نویسنده و اسقف چیاپاس اسپانیایی پیرو فرقه دومینیکن بود. او که از کوچندگان به ینگه دنیا بود با آزار و نسل‌کشی بومیان آمریکا به مخالفت پرداخت و به افشای آن پرداخت.

## کارنامه

### گذشته و ورود به دنیای جدید
او زادهٔ سویل اسپانیا بود و در مادرید درگذشت. لاس کاساس در کودکی کریستوف کلمب را در بازگشت از نخستین سفرش در کنار سرخ‌پوستان همراهش دیده‌بود. در سفر دوم کلمب هم پدر و چند تن از خویشانش با او همسفر گشته‌بودند. در بازگشت از این سفر بود که پدرش پدرو برای او یک بردهٔ سرخ‌پوست پیشکش آورد. در ۱۵۰۲ بارتلمه به همراه پدرش رهسپار جزیرهٔ هیسپانیولا شد. در آنجا او شاهد بود که چه بدرفتاری‌هایی با بومیان در آنجا می‌شد. در سامانهٔ استعماری آنجا اسپانیاییان سروران مستعمره‌نشین بودند و بومیان بردگانشان. بارتلمه در کتاب تاریخ خود نگاشته‌است که منبع درآمد اصلی کریستوف کلمب به بند کشیدن بومیان و فرستادنشان در جایگاه بردگی به اسپانیا بود.
در ۱۵۱۳ او در مقام قاضی دینی به همراه سربازان به گشودن کوبا رفت. او در آنجا شاهد کشتار سراسری بومیان به دست اسپانیاییان بود. او آورده‌است که بومیان زنده‌مانده را به کار در معدن وادار می‌ساختند.
از ۱۵۱۶ لاس کاساس کوشید تا آرمانشهری را که در ذهنش پرورده‌بود عملی سازد؛ در این آرمان‌شهر بومیان در کنار اسپانیاییان به صلح و دوستی می‌زیستند. او در خواست برپایی مستعمره‌ای در شمال ونزوئلا را داد که در این مستعمره می‌باید بهسازی‌هایی به کار بسته شود. از آن جمله اینکه به بومیان حقوق دادورانه پرداخت شود و هر دهکدهٔ سرخ‌پوستی دارای کلیسا و بیمارستانی شود و اسپانیاییان به باشندگان روستاها شیوه‌های کشاورزی را بیاموزانند. آرمانشهر لاس کاساس به جایی نرسید چرا که به زودی اسپانیاییان بر خلاف خواستهٔ او برای گرفتن برده به بومیان تاختند و به کین‌خواهی این تازش کاریب‌ها نیز به مستعمرهٔ لاس کاساس تاختند و آتش و ویرانی بر جای نهادند و چهار تن از مردان او زا نیز کشتند. از همه بدتر آنکه بدگویان از این رویداد بهره بردند و نزد پادشاه آن را نمونه‌ای استوار برای بایستگی بهره‌برداری از زور در برابر سرخ‌پوستان برای نگه‌داشت آرامش نمایاندند.
از ۱۵۲۳ او به از سرگیری آموزه‌های دینی و نوشتن تاریخش پرداخت. از ۱۵۳۷ او دیگربار به تشویق بومیان به گرویدن به مسیحیت از راه آرامش و ساخت کلیساها برای آن‌ها پرداخت. همچنین به اسپانیا بازگشت و کوشید تا قانونی را ضد به بردگی کشاندن بومیان پایه نهد. سرانجام کوشش‌هایش در ۱۵۴۲ به بار نشست و توانست چنین قانونی را از تصویب بگذراند؛ ولی این سبب ناخرسندی باشندگان مستعمره‌ها شد و جان او در آمریکا با خطر روبه رو گشت. بدین سان او ناچار شد تا پایان زندگی در اسپانیا بماند.

### تسخیر کوبا و تغییر ضمیر

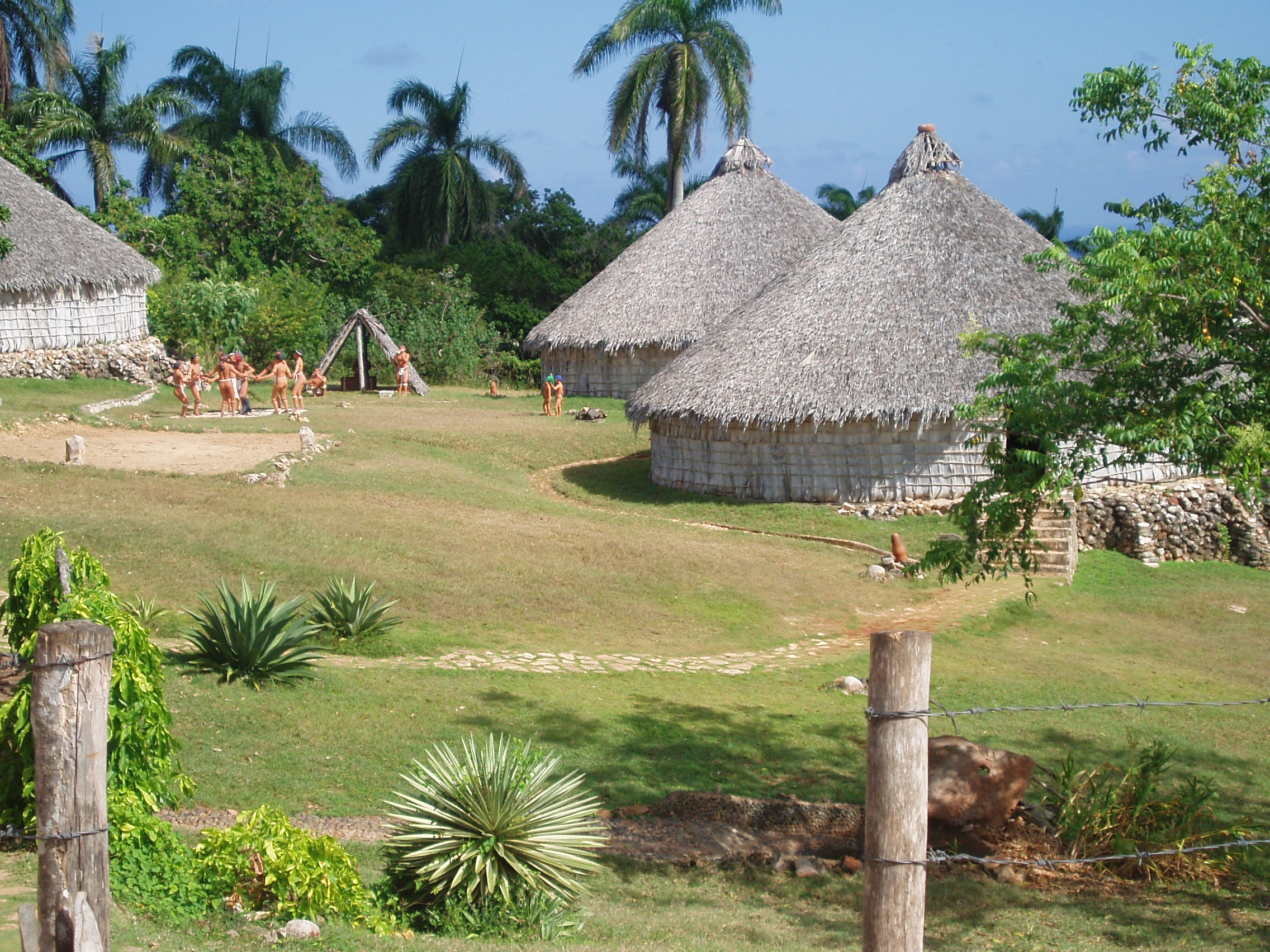
روستایی بازسازی شده از کاساس در کوبای امروز

در سال ۱۵۱۳ لاس کاساس به عنوان یک کشیش در تسخیر کوبا همراه دیگو ولاسکس د کوئیار و پانفیلو د نارواز شرکت کرد. او در کارزارهای بایامو و کاماگوی شرکت کرد و در قتل‌عام هوتوای حاضر بود. او شاهد قساوت اسپانیایی‌ها بر مردم سیبونی و گوانتانابی بود.چنانکه بعداً نوشت ، « من اینجا شاهد بیرحمی هستم که هیچ بشر زنده‌ای تا کنون ندیده یا تصور نکرده است».

## واپسین سالها و مرگ

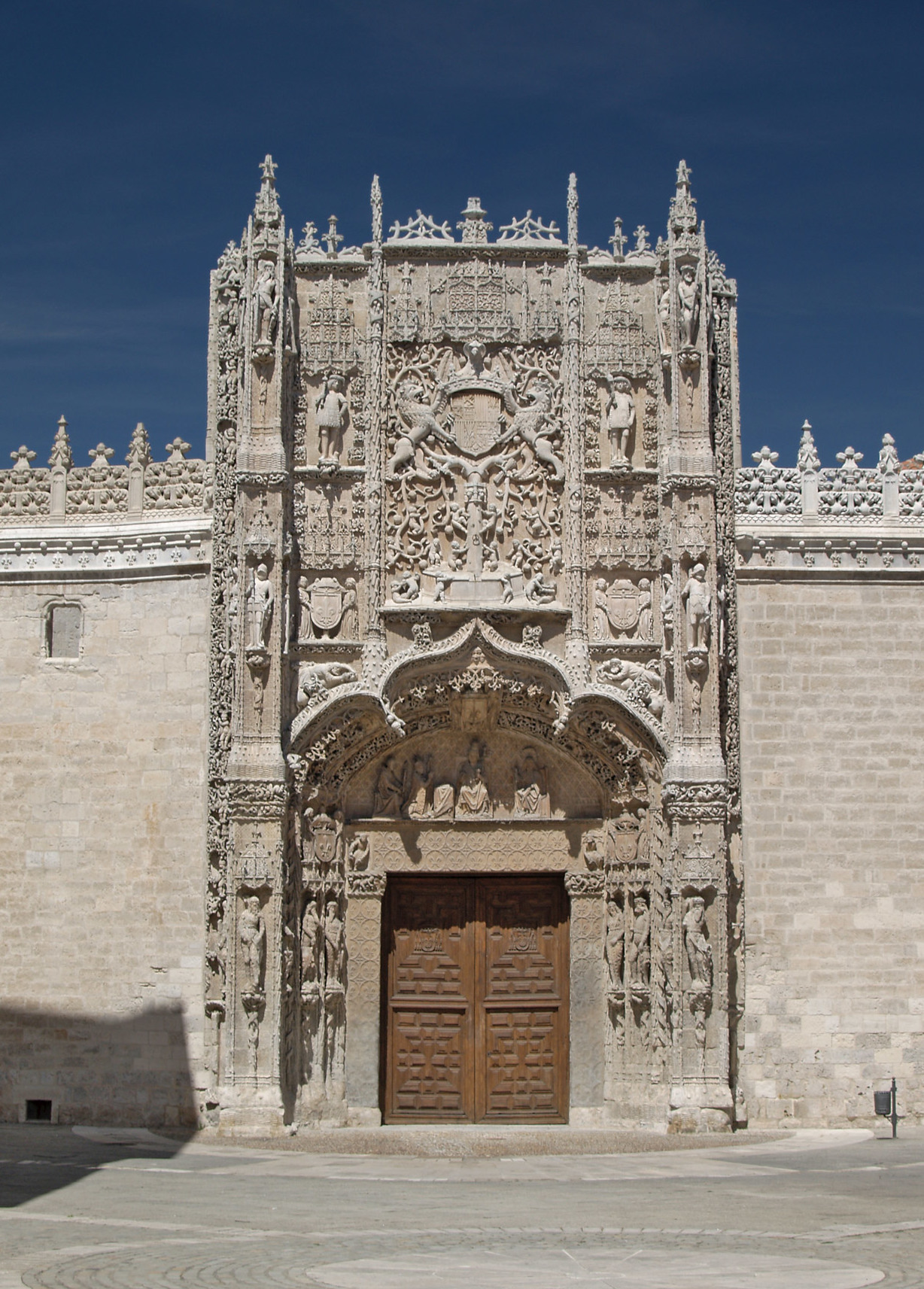
کالج سنت گرگوریو که بارتلمه آخرین سالهایش را در ان گذاراند.

بارتلمه بعد از استعفا از کلیسای چیاپاس بقیه عمرش را نیز در کار با دادگاه‌های امپراتوری در رابطه با سرخ‌بوستان گذراند. در سال ۱۵۵۱او سلولی در نزدیکی سنت گرگوریو محل اقامت خودش و دوستش رودریگو د لادرادا اجاره کرد.
بارتلمه دلای کاساس در ۱۸ ژوئیه ۱۵۶۶ در مادرید بدرود حیات گفت.